# Dakaka jezik
Dakaka jezik (ISO 639-3: bpa; južni ambry jezik, baiap), austronezijski jezik istočnovanuatske podskupine, kojim govori oko 1 200 ljudi (Lynch and Crowley 2001) na jugu otoka Ambrym u Vanuatuu.
Ima nekoliko dijalekata među kojima se imenuje sesivi.

## Vanjske poveznice
- Ethnologue (14th)
- Ethnologue (15th)
- [neaktivna poveznica]